# 劉孝標
劉 孝標（りゅう こうひょう、462年 - 521年）は、中国の南北朝時代の官僚・文人。もとの名は法武で後に峻と改名した。字の孝標のほうが有名であり、そのために「劉孝標」と通称される。本貫は平原郡平原県。『世説新語』の注釈者として知られた。

## 経歴
宋の始興郡内史の劉琁之（劉休賓の叔父）の子として生まれた。孝標の母は孝標の生後一カ月ほどで秣陵から郷里の平原郡に帰った。泰始5年（469年）、青州が北魏の侵攻により陥落すると、8歳の孝標は人に攫われて中山郡に連行され、富豪の劉実に買われて、読み書きや学問を教え込まれた。北魏は孝標を江南出身者の一族と知って、平城の北の桑乾に移させた。孝標の北での生活は貧しかったが、夜を徹して読書し、学問に精励した。
斉の永明年間、孝標は桑乾を脱出して江南に入った。自己の見識を狭いものとみなして、さらなる異書を求め、建康にその書籍を持つ者がいると、赴いては借り出したので、崔慰祖に「書淫」と評された。竟陵王蕭子良が広く学士を招いていると知ると、孝標は竟陵王国の職を求めたが、吏部尚書の徐孝嗣に反対されて許されなかった。南海王蕭子罕に侍郎として召されたが、就任しなかった。延興元年（494年）、蕭遙欣が輔国将軍・豫州刺史となると、孝標は輔国刑獄参軍となり、厚く礼遇された。永元元年（499年）に蕭遙欣が死去して以降、しばらく孝標は任用されなかった。
梁の天監初年、召し出されて西省に入り、学士の賀蹤とともに典校秘書をつとめた。ときに兄の劉孝慶（もとの名は法鳳）が青州刺史となっていたため、孝標は兄に会うために朝廷に暇乞いをしたが、このとき勝手に禁中の物を持ち出したことから、御史に弾劾されて免官された。天監7年（508年）、安成王蕭秀が荊州刺史に転じると、孝標は戸曹参軍として召し出された。蕭秀の蔵書を抜き書き分類して、『類苑』と名づけた。完成しないうちに病のため辞去し、東陽の紫岩山に居を築いて住んだ。『山栖志』を作り、その文章は美しいことで知られた。
武帝が文学の士を招くと、文才のある者が引き立てられて抜擢されたが、孝標は他者に合わせることのできない性格を武帝に嫌われて、任用されなかった。その嘆きを『弁命論』に著した。この論が劉沼に批判されたため、孝標は反論した。劉沼が死去したため、その議論は途切れた。孝標はまた『自序』を作った。東陽に住む孝標を訪ねて、呉郡や会稽郡の人士の多くがその講学を受けた。
普通2年（521年）、孝標は死去した。享年は60。諡は玄靖先生といった。

## 著作
- 『世説新語』注
- 『弁命論』

ほか

## 伝記資料
- 『梁書』巻50 列伝第44
- 『南史』巻49 列伝第39